# Orle (Radowo Małe)
Orle (deutsch Haseleu) ist ein Dorf in der Woiwodschaft Westpommern in Polen. Es gehört zur Gmina Radowo Małe (Gemeinde Klein Raddow)  im Powiat Łobeski (Labeser Kreis).

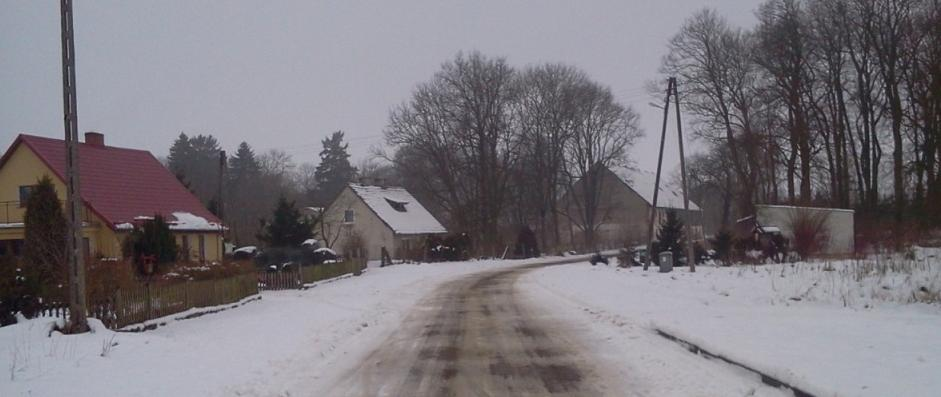
Ortsbild (2013)

## Geographische Lage
Das Dorf liegt in Hinterpommern, etwa 60 Kilometer nordöstlich von Stettin und knapp 15 Kilometer westlich der Kreisstadt Labes. 

## Geschichte
Ab dem 19. Jahrhundert bildete Haseleu einen politischen Gutsbezirk. Im Jahre 1910 zählte der Gutsbezirk Haseleu 206 Einwohner.
Später wurde der Gutsbezirk in eine Landgemeinde umgewandelt. Bis 1945 bildete Haseleu eine Landgemeinde im Kreis Regenwalde der preußischen Provinz Pommern. Zur Landgemeinde gehörten keine weiteren Wohnplätze. Die Gemeinde zählte im Jahre 1925 237 Einwohner in 41 Haushaltungen und im Jahre 1939 203 Einwohner.
Nach dem Zweiten Weltkrieg kam Haseleu, wie ganz Hinterpommern, an Polen. Die Bevölkerung wurde durch Polen ersetzt. Das Dorf erhielt den polnischen Ortsnamen „Orle“. Heute liegt das Dorf in der polnischen Gmina Radowo Małe (Gemeinde Klein Raddow), in der es ein eigenes Schulzenamt bildet.

## Söhne und Töchter des Ortes
- Tamm von Flemming (1812–1886), preußischer Generalmajor und Kommandeur der 8. Kavallerie-Brigade